# Синдур

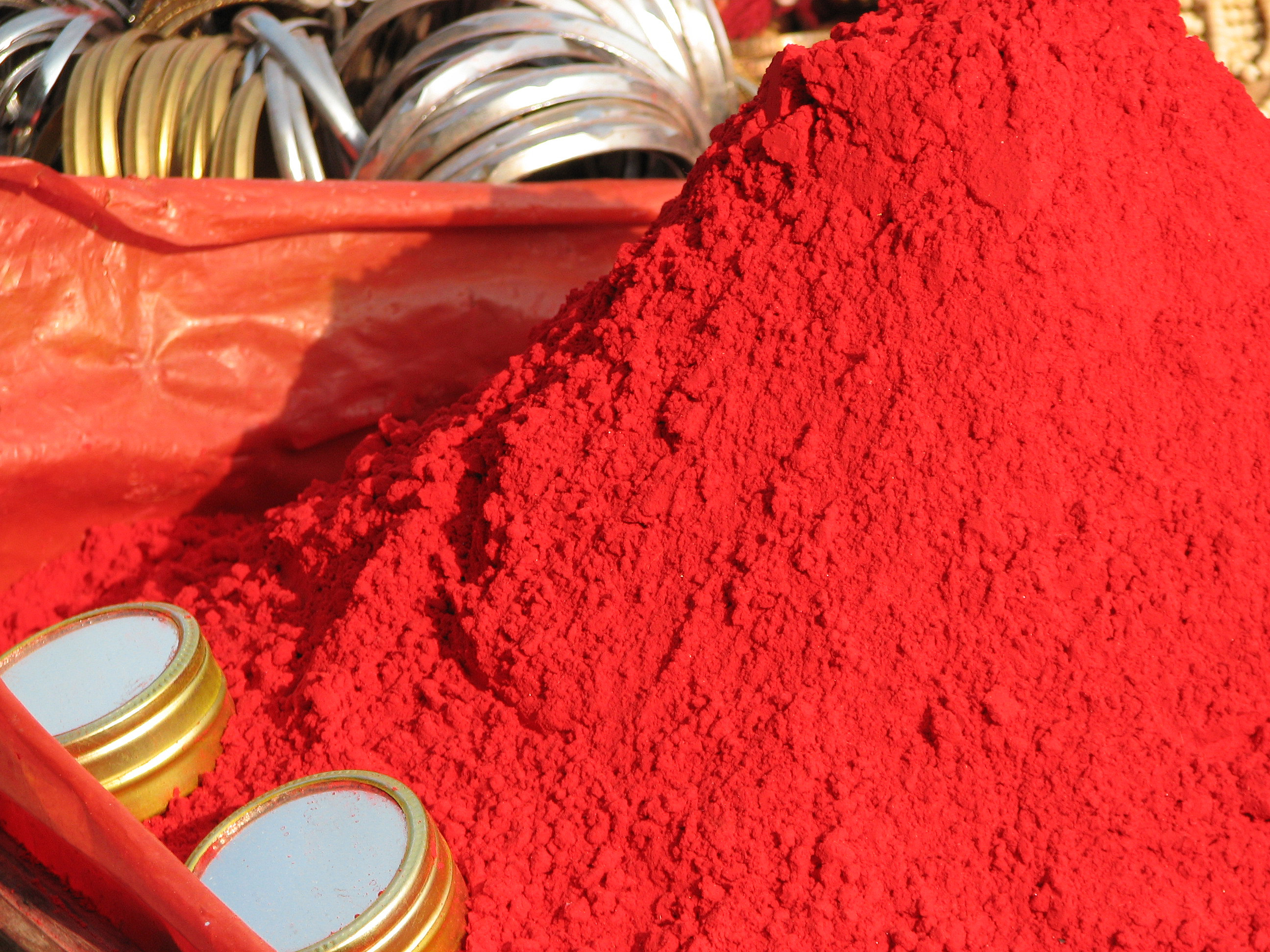
Красный порошок-краска синдур

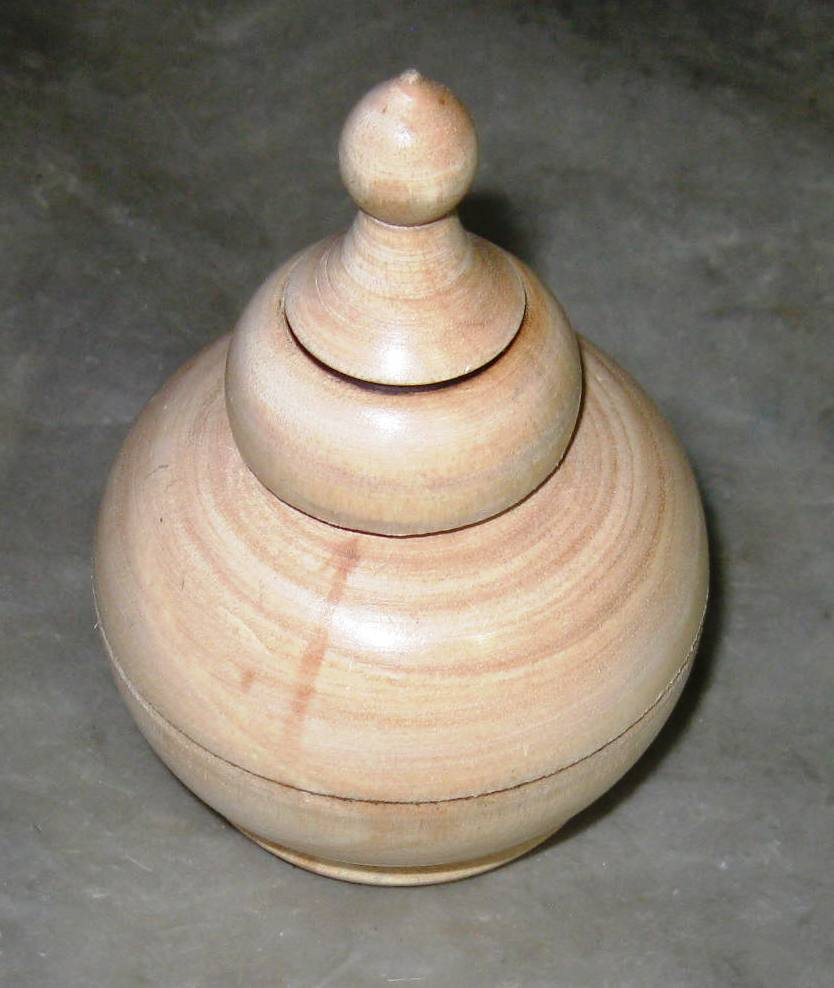
Деревянный ящик синдур (киноварь)

Синдур (санскр. सिन्दूर, sindūra IAST) — порошок красного цвета, используемый в индуизме.
Традиционный синдур делается из оксида свинца, известного как свинцовый сурик, либо из киновари.
Синдур традиционно наносится в начале или вдоль всего пробора в женской причёске, а также в виде точки на лбу. Синдур является отличительным знаком замужних женщин в индуизме. Одинокие женщины имеют точку на лбу различных цветов (бинди), но не наносят синдур на свой пробор. Вдовы в индуизме также не делают этого, выражая тем самым, что их мужья уже умерли.

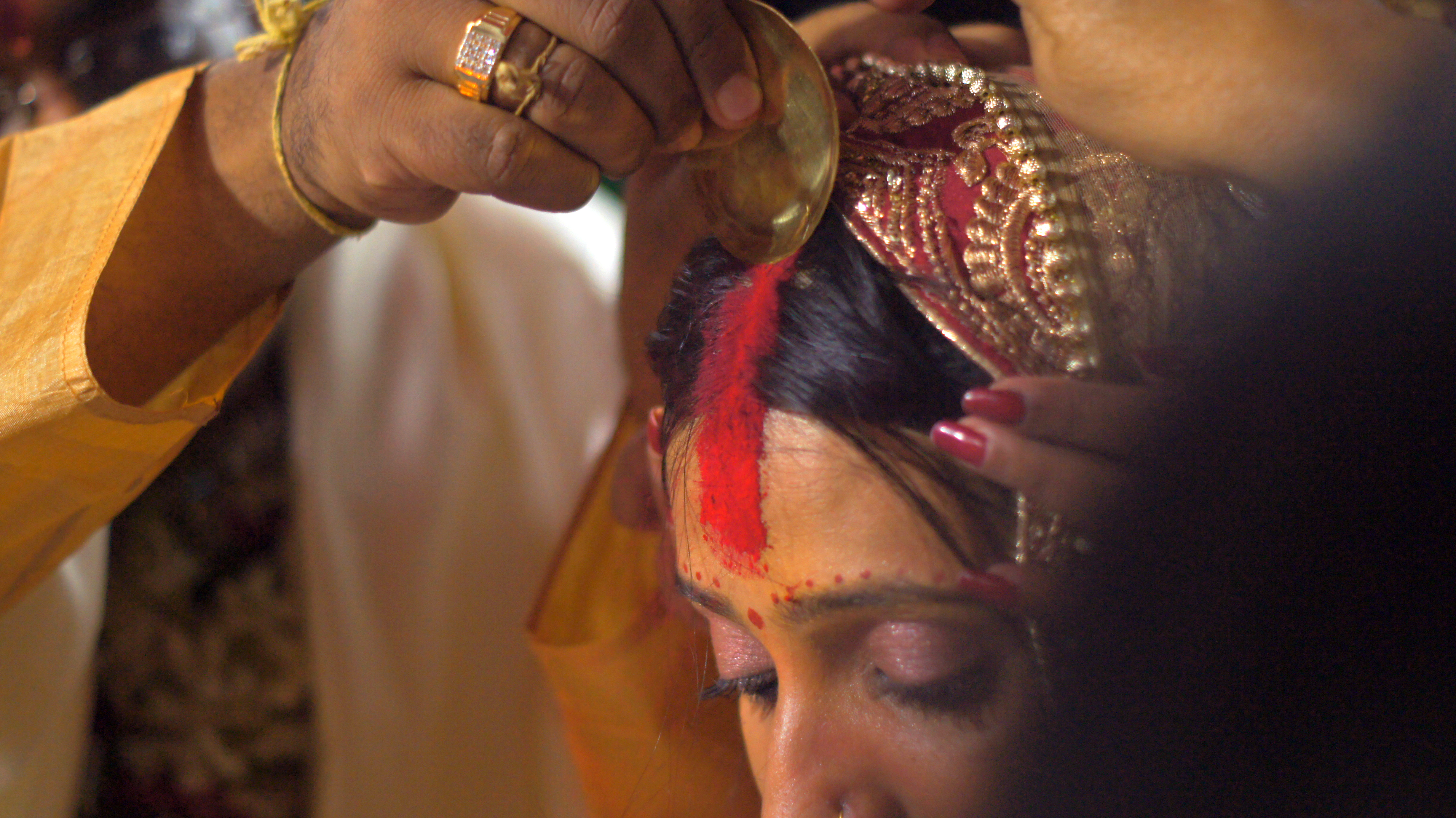
Нанесение синдуром знака невесте на свадебной церемонии

В индуистской традиции практика использования синдура замужними женщинами объясняется при помощи разных мифов. Так, красный считается цветом власти и силы, и синдур поэтому выражает женскую энергию Сати и Парвати. Сати является идеалом жены в индуизме из-за жертвоприношений, которые она совершает для защиты чести своего мужа. Богиня Парвати дарует пожизненное счастье замужним женщинам, которые наносят синдур на пробор в своих волосах. Ко всему прочему считается, что нанесённый синдур помогает избежать проблем с морщинами и вообще с кожей, также он защищает от злых умыслов.
Первый опыт обращения с синдуром женщины получают во время своей свадебной церемонии. Жених приглашает всех гостей прийти и благословить свою невесту. Когда все собираются, он под слова благословения совершает синдурадану, то есть наносит синдур на голову своей невесты. Иногда эта церемония называется «сумангали». Синдурадана является отличительной чертой современных свадеб в Индии.
Этот порошок используется также для идентификации статуса невест и жён. Иногда, особенно в народной культуре, синдур используют для украшения придорожных камней (особенно посвящённых Ганеше), дверей и ритуальных предметов.
Мусульманки в Индии также наносят синдур на свои причёски для обозначения замужнего положения.